# André Fontaine (journaliste)
Pour les articles homonymes, voir Fontaine et André Fontaine.
André Fontaine, né le 30 mars 1921 dans le 8e arrondissement de Paris, mort le 17 mars 2013  dans le 17e arrondissement de Paris, est un historien et journaliste français. 

## Biographie
Son père Georges Fontaine, employé de commerce, est décoré de la Croix de guerre 1914-1918. 
André Fontaine est élève du collège Sainte-Marie de Monceau des Marianistes, licencié ès lettres, et les diplômes d’études supérieures de droit public et d’économie politique. Il écrit des nouvelles pendant sa convalescence, à la suite d'une rougeole. Il les soumet à l'hebdomadaire catholique Temps présent, qui se nomme Positions durant l'Occupation, en juillet 1942. Celui-ci les publie et, dans la foulée, l'embauche comme secrétaire de rédaction 
de l'hebdomadaire, et des brochures et des petits livres, comme ceux des collections « Ici la France » ou « Fête et saisons », coédité avec les Éditions du Cerf en juillet 1942. C'est à ce poste qu'il est repéré par Hubert Beuve-Méry, qui en fera un de ses quatre « mousquetaires » avec Jacques Fauvet, Pierre Viansson-Ponté et Bernard Lauzanne. 

### Carrière auMonde
Il est embauché au Monde comme journaliste titulaire en juillet 1945 en même temps que Jean Planchais. Il occupe successivement les postes de reporter (1945-1947), puis d'adjoint au chef du service des informations générales (1947-1951) ; il devient en 1951 chef du service de politique étrangère, où il s'occupera notamment du « Bulletin de l’étranger », publié chaque jour en première page. Il en rédigera plus de 1 000. À partir de 1963, il cumule cette fonction avec celle de rédacteur en chef adjoint. Cofondateur avec Hubert Beuve-Méry du périodique Le Monde diplomatique en 1954, il en est le premier rédacteur en chef jusqu’en 1969.En 1969, il est promu rédacteur en chef lorsque Hubert Beuve-Méry laisse sa place à Jacques Fauvet,. Il est l'auteur d’éditoriaux, comptes rendus de conférences internationales, reportages et critiques de livres dans Le Monde et Le Monde diplomatique,.
En juin 1980, pour la succession de Jacques Fauvet à la direction du Monde, il est candidat lors de la première élection d'un directeur par les journalistes — une première mondiale dans le milieu de la presse —, remportée finalement par Claude Julien élu par la Société des rédacteurs, face à Jacques Amalric (ayant atteint le deuxième tour) et Jacques Decornoy dans un contexte difficile. Ce fut la première et dernière élection de ce type. Il est président de la société des rédacteurs du Monde (1958-1963) et associé de la SARL Le Monde (1964-1994). Il est Cogérant de la société le Monde (éditrice des publications du Monde) (1985-1991), et le directeur du Monde de 1985 à 1991, conseiller du directeur (depuis 1991) du Monde, président de la société Pluricommunication (1986-91), de LMK-Images (1987-91). Il est le président de l’Association Hubert Beuve-Méry (1990-2010).
André Fontaine remplace à 63 ans, en janvier 1985, André Laurens qui a proposé un plan de redressement mis en échec en 1984, et lui laissant comme héritage, un journal dont les comptes sont dans le rouge. Devant les rédacteurs du Monde, il dit alors : « Résistons à la tentation d’épuiser le sujet, d’écrire pour des spécialistes qui en connaissent déjà tous les aspects. Ce que nous devons faire, ce n’est pas un manuel quotidien de Sciences Po ; c’est un journal. Un journal où, soit dit en passant, il serait bien nécessaire que l’on sente passer un peu plus d’émotion, où l’on aimerait pouvoir lire des histoires, racontées avec talent et, pourquoi pas, humour, un journal, pour tout dire en peu de mots, plein de vie ». Le Monde rompt en 1985 avec le pouvoir et ouvre un conflit durable avec François Mitterrand à l'occasion de l'affaire du Rainbow Warrior. Comme directeur, il devra gérer les premières crises du journal du soir et notamment se résoudre à faire entrer des capitaux extérieurs dans ce quotidien considéré comme le temple de l'indépendance journalistique[réf. nécessaire]. Sous sa houlette, l'effectif salarié sera réduit de 20 %. Mais il lancera le premier supplément en couleur et parviendra à rajeunir un lectorat à l'époque déjà vieillissant. C'est sous sa direction que le célèbre dessin de Plantu trouve sa place quotidienne à la Une du Monde. 
En 1990, André Fontaine a atteint la limite d’âge fixée pour les gérants. L’objectif fixé par les actionnaires est atteint, il est parvenu à redresser les comptes du journal. En février 1990 un triumvirat doit lui succéder. Composé de Daniel Vernet (gérant-directeur), Bruno Frappat (directeur de la rédaction) et Martin Desprez (directeur-gestionnaire), il cède finalement sa place, à la suite de rivalités internes. André Fontaine va prolonger son mandat, faute d’un successeur accepté par la majorité de la rédaction, jusqu’au choix de Bruno Frappat (toujours à la tête de la rédaction) et de Jacques Lesourne, économiste, élu directeur de la publication du Monde le 8 janvier 1991 qui devient le premier non-journaliste à ce poste le 1er février 1991,.

### Autres fonctions
En 1979, sous la présidence de Valéry Giscard d'Estaing, il déclinera l'offre du poste d'ambassadeur à Pékin. Par ailleurs, il occupe les fonctions de président du groupe stratégie internationale du 9e Plan (1982-84), vice-président de la section française du Conseil franco-britannique (2000-02), membre de l’Institut français de relations internationales (Ifri) (1980-85 et 1987-92), administrateur de la Banque Indosuez (1983-85), de Ouest-France (1980-1998), membre du conseil de surveillance de Bayard Presse (1985-1991), administrateur de la Société générale de presse (1991-2006), du Centre de formation et de perfectionnement des journalistes (1988-1992), de l'Institut Pasteur (1988-1994), de l'Agence France Presse (1990-1998) , président de l’ Association de la presse diplomatique (1967-1973), président de la Société d'histoire diplomatique et directeur de la Revue d'histoire diplomatique (1973-2007), président de la Commission des archives diplomatiques (1976-2004), président de la Commission pour la publication des documents diplomatiques français (1983-2004), président de la Commission française pour l'UNESCO (1985-1997), juré des prix Albert-Londres, du Prix Aujourd'hui, et du prix Roland-Dorgelès

### Publications
Un de ses ouvrages, Histoire de la Guerre Froide, publié en 1967 et réédité depuis, est devenu un classique pour les étudiants en histoire et sciences politiques[réf. nécessaire] : il y développe la thèse que la Guerre froide entre l'Union soviétique et l'Occident a commencé dès 1917 et non en 1946, par le discours de Fulton, prononcé par Winston Churchill. En effet, le régime soviétique trouvait sa légitimité dans une hostilité sans faille à toutes les valeurs occidentales qui était renforcée par le tempérament messianique du peuple russe. Aussi, pour isoler l'Union soviétique, les Alliés décidèrent, en 1919, de constituer un cordon sanitaire à l'Est de l'Europe, composé de la Finlande, des Pays baltes, de la Pologne, et de la Roumanie, pour bloquer l'expansion du communisme.
En 1995, il publie Après eux le déluge, où il pointera avant bien d'autres la menace des extrémistes, notamment islamistes.
Son fils, Jean-Marc Fontaine, est un mathématicien célèbre tandis que sa fille Caroline Fontaine est journaliste à Paris Match durant vingt ans.

## Distinctions

### Décorations
- chevalier de l'ordre de la Couronne (Belgique)[3]
- chevalier de l’ordre du Dannebrog (Danemark)
- Officier de l'ordre du Lion (Finlande)
- officier de l’ordre de Léopold (Belgique)
- officier de l’ordre de Vasa (Suède)
- Commandeur du Mérite de la République fédérale d'Allemagne
- commandeur de l'ordre de la République italienne
- commandeur de l'ordre du Phénix (Grèce)
- Grand officier de l'ordre d'Henri le Navigateur (Portugal)
- grand officier de l'ordre de Tudor Vladimirescu (Roumanie)

### Prix
- élu International Editor of the Year 1976 par la revue Atlas (New York).